# Pipiktu
Pipiktu is het zevende stripalbum uit de Djinn-reeks en behoort samen met Afrika, De zwarte parel, Onrust en De gorillakoning tot de Afrikaanse cyclus. De strip werd voor het eerst uitgegeven bij Dargaud in juni 2007. Het album is getekend door Ana Miralles met scenario van Jean Dufaux.